# Tournoi de qualification européen masculin de rugby à sept pour les Jeux olympiques d'été de 2020
Navigation
2016 2024
Le Tournoi de qualification européen masculin de rugby à sept pour les Jeux olympiques d'été de 2020 est un tournoi organisé par Rugby Europe et qui sert de qualification pour l'épreuve de rugby à sept aux Jeux olympiques de 2020. Elle se déroule les 13 et 14 juillet 2019 au Stade Michel-Bendichou à Colomiers, en France.
La victoire finale revient à l'Angleterre, qui bat en finale l'équipe de France sur le score de 31 à 7.
Cette victoire permet à l'équipe de Grande-Bretagne de se qualifier pour les Jeux olympiques. La France et l'Irlande (représentant la république d'Irlande) se qualifient pour le tournoi de repêchage se déroulant en juin 2020.

## Équipes participantes
Douze équipes participent au tournoi :
- Allemagne
- () Angleterre
- Espagne
- France
- Géorgie
- Hongrie
- Irlande
- Italie
- Lituanie
- Portugal
- Russie
- Ukraine

## Phase de poules

### Poule A
| Rang | Pays     | J | V | N | D | Pm | Pe  | Diff | Pts |
| ---- | -------- | - | - | - | - | -- | --- | ---- | --- |
| 1    | France   | 3 | 3 | 0 | 0 | 86 | 15  | +71  | 9   |
| 2    | Italie   | 3 | 2 | 0 | 1 | 63 | 46  | +17  | 7   |
| 3    | Portugal | 3 | 1 | 0 | 2 | 64 | 29  | +35  | 5   |
| 4    | Hongrie  | 3 | 0 | 0 | 3 | 0  | 123 | -123 | 3   |

|  | France | 10 - 5 | Portugal | Stade Michel-Bendichou, Colomiers |
|  |        |        |          | Stade Michel-Bendichou, Colomiers |
|  |        |        |          | Stade Michel-Bendichou, Colomiers |

|  | Italie | 34 - 0 | Hongrie | Stade Michel-Bendichou, Colomiers |
|  |        |        |         | Stade Michel-Bendichou, Colomiers |
|  |        |        |         | Stade Michel-Bendichou, Colomiers |

|  | France | 34 - 10 | Italie | Stade Michel-Bendichou, Colomiers |
|  |        |         |        | Stade Michel-Bendichou, Colomiers |
|  |        |         |        | Stade Michel-Bendichou, Colomiers |

|  | Portugal | 47 - 0 | Hongrie | Stade Michel-Bendichou, Colomiers |
|  |          |        |         | Stade Michel-Bendichou, Colomiers |
|  |          |        |         | Stade Michel-Bendichou, Colomiers |

|  | France | 42 - 0 | Hongrie | Stade Michel-Bendichou, Colomiers |
|  |        |        |         | Stade Michel-Bendichou, Colomiers |
|  |        |        |         | Stade Michel-Bendichou, Colomiers |

|  | Italie | 19 - 12 | Portugal | Stade Michel-Bendichou, Colomiers |
|  |        |         |          | Stade Michel-Bendichou, Colomiers |
|  |        |         |          | Stade Michel-Bendichou, Colomiers |

### Poule B
| Rang | Pays    | J | V | N | D | Pm  | Pe  | Diff | Pts |
| ---- | ------- | - | - | - | - | --- | --- | ---- | --- |
| 1    | Espagne | 3 | 2 | 1 | 0 | 104 | 22  | +82  | 8   |
| 2    | Irlande | 3 | 2 | 1 | 0 | 110 | 31  | +79  | 8   |
| 3    | Russie  | 3 | 1 | 0 | 2 | 54  | 106 | -52  | 5   |
| 4    | Ukraine | 3 | 0 | 0 | 3 | 12  | 121 | -109 | 3   |

|  | Irlande | 17 - 17 | Espagne | Stade Michel-Bendichou, Colomiers |
|  |         |         |         | Stade Michel-Bendichou, Colomiers |
|  |         |         |         | Stade Michel-Bendichou, Colomiers |

|  | Russie | 40 - 7 | Ukraine | Stade Michel-Bendichou, Colomiers |
|  |        |        |         | Stade Michel-Bendichou, Colomiers |
|  |        |        |         | Stade Michel-Bendichou, Colomiers |

|  | Espagne | 40 - 5 | Ukraine | Stade Michel-Bendichou, Colomiers |
|  |         |        |         | Stade Michel-Bendichou, Colomiers |
|  |         |        |         | Stade Michel-Bendichou, Colomiers |

|  | Irlande | 52 - 14 | Russie | Stade Michel-Bendichou, Colomiers |
|  |         |         |        | Stade Michel-Bendichou, Colomiers |
|  |         |         |        | Stade Michel-Bendichou, Colomiers |

|  | Espagne | 47 - 0 | Russie | Stade Michel-Bendichou, Colomiers |
|  |         |        |        | Stade Michel-Bendichou, Colomiers |
|  |         |        |        | Stade Michel-Bendichou, Colomiers |

|  | Irlande | 41 - 0 | Ukraine | Stade Michel-Bendichou, Colomiers |
|  |         |        |         | Stade Michel-Bendichou, Colomiers |
|  |         |        |         | Stade Michel-Bendichou, Colomiers |

### Poule C
| Rang | Pays       | J | V | N | D | Pm | Pe  | Diff | Pts |
| ---- | ---------- | - | - | - | - | -- | --- | ---- | --- |
| 1    | Angleterre | 3 | 3 | 0 | 0 | 97 | 14  | +83  | 9   |
| 2    | Allemagne  | 3 | 2 | 0 | 1 | 64 | 59  | +5   | 7   |
| 3    | Géorgie    | 3 | 1 | 0 | 2 | 52 | 57  | -5   | 5   |
| 4    | Lituanie   | 3 | 0 | 0 | 3 | 19 | 102 | -83  | 3   |

|  | Angleterre | 33 - 7 | Allemagne | Stade Michel-Bendichou, Colomiers |
|  |            |        |           | Stade Michel-Bendichou, Colomiers |
|  |            |        |           | Stade Michel-Bendichou, Colomiers |

|  | Géorgie | 38 - 0 | Lituanie | Stade Michel-Bendichou, Colomiers |
|  |         |        |          | Stade Michel-Bendichou, Colomiers |
|  |         |        |          | Stade Michel-Bendichou, Colomiers |

|  | Allemagne | 24 - 19 | Lituanie | Stade Michel-Bendichou, Colomiers |
|  |           |         |          | Stade Michel-Bendichou, Colomiers |
|  |           |         |          | Stade Michel-Bendichou, Colomiers |

|  | Angleterre | 24 - 7 | Géorgie | Stade Michel-Bendichou, Colomiers |
|  |            |        |         | Stade Michel-Bendichou, Colomiers |
|  |            |        |         | Stade Michel-Bendichou, Colomiers |

|  | Allemagne | 33 - 7 | Géorgie | Stade Michel-Bendichou, Colomiers |
|  |           |        |         | Stade Michel-Bendichou, Colomiers |
|  |           |        |         | Stade Michel-Bendichou, Colomiers |

|  | Angleterre | 40 - 0 | Lituanie | Stade Michel-Bendichou, Colomiers |
|  |            |        |          | Stade Michel-Bendichou, Colomiers |
|  |            |        |          | Stade Michel-Bendichou, Colomiers |

## Phase finale
Résultats de la phase finale

### Tournois principaux

#### Cup
|  | Quarts de finale | Quarts de finale |            |         | Demi-finales           | Demi-finales |  |  | Finale   | Finale |
|  | Quarts de finale | Quarts de finale |            |         | Demi-finales           | Demi-finales |  |  | Finale   | Finale |
|  |                  |                  |            |         |                        |              |  |  |          |        |
|  |                  |                  |            |         |                        |              |  |  |          |        |
|  |                  |                  |            |         |                        |              |  |  |          |        |
|  | Angleterre       | 35               |            |         |                        |              |  |  |          |        |
|  | Angleterre       | 35               |            |         |                        |              |  |  |          |        |
|  | Italie           | 0                |            |         |                        |              |  |  |          |        |
|  | Italie           | 0                | Angleterre | 29      |                        |              |  |  |          |        |
|  |                  |                  | Angleterre | 29      |                        |              |  |  |          |        |
|  |                  | Portugal         | 12         |         |                        |              |  |  |          |        |
|  | Portugal         | Portugal         | 12         | 14      |                        |              |  |  |          |        |
|  | Portugal         |                  |            | 14      |                        |              |  |  |          |        |
|  | Espagne          | 5                |            |         |                        |              |  |  |          |        |
|  | Espagne          | 5                | Angleterre | 31      |                        |              |  |  |          |        |
|  |                  |                  | Angleterre | 31      |                        |              |  |  |          |        |
|  |                  | France           | 7          |         |                        |              |  |  |          |        |
|  | France           | France           | 7          | 28      |                        |              |  |  |          |        |
|  | France           |                  |            | 28      |                        |              |  |  |          |        |
|  | Géorgie          | 0                |            |         |                        |              |  |  |          |        |
|  | Géorgie          | 0                | France     | 19      |                        |              |  |  |          |        |
|  |                  |                  | France     | 19      | Match pour la 3e place |              |  |  |          |        |
|  |                  | Irlande          | 12         |         |                        |              |  |  |          |        |
|  | Irlande          | Irlande          | 12         | 21      |                        |              |  |  |          |        |
|  | Irlande          |                  |            | 21      |                        |              |  |  |          |        |
|  | Allemagne        | 0                |            | Irlande | 26                     |              |  |  |          |        |
|  | Allemagne        | 0                |            | Irlande | 26                     |              |  |  |          |        |
|  |                  |                  |            |         |                        |              |  |  | Portugal | 12     |
|  |                  |                  |            |         |                        |              |  |  | Portugal | 12     |

#### Bowl
|  | Demi-finales | Demi-finales |        |    | Finale | Finale |
|  | Demi-finales | Demi-finales |        |    | Finale | Finale |
|  |              |              |        |    |        |        |
|  |              |              |        |    |        |        |
|  |              |              |        |    |        |        |
|  | Russie       | 31           |        |    |        |        |
|  | Russie       | 31           |        |    |        |        |
|  | Hongrie      | 5            |        |    |        |        |
|  | Hongrie      | 5            | Russie | 29 |        |        |
|  |              |              | Russie | 29 |        |        |
|  |              | Lituanie     | 24     |    |        |        |
|  | Lituanie     | Lituanie     | 24     | 14 |        |        |
|  | Lituanie     |              |        | 14 |        |        |
|  | Ukraine      | 0            |        |    |        |        |
|  | Ukraine      | 0            |        |    |        |        |

### Matchs de classement

#### Plate
|  | Demi-finales | Demi-finales |         |    | Finale | Finale |
|  | Demi-finales | Demi-finales |         |    | Finale | Finale |
|  |              |              |         |    |        |        |
|  |              |              |         |    |        |        |
|  |              |              |         |    |        |        |
|  | Espagne      | 47           |         |    |        |        |
|  | Espagne      | 47           |         |    |        |        |
|  | Italie       | 7            |         |    |        |        |
|  | Italie       | 7            | Espagne | 21 |        |        |
|  |              |              | Espagne | 21 |        |        |
|  |              | Allemagne    | 19      |    |        |        |
|  | Allemagne    | Allemagne    | 19      | 19 |        |        |
|  | Allemagne    |              |         | 19 |        |        |
|  | Géorgie      | 0            |         |    |        |        |
|  | Géorgie      | 0            |         |    |        |        |